# Hrabstwo DeKalb (Missouri)
Hrabstwo DeKalb (ang. DeKalb County) – hrabstwo w stanie Missouri w Stanach Zjednoczonych. Obszar całkowity hrabstwa obejmuje powierzchnię 425,77 mil2 (1 1030 km²). Według danych z 2010 r. hrabstwo miało 12 892 mieszkańców. Hrabstwo powstało w 1845 roku i nosi imię Johanna de Kalba - generała wojsk amerykańskich w wojnie o niepodległość Stanów Zjednoczonych.

## Sąsiednie hrabstwa
- Hrabstwo Gentry (północny zachód)
- Hrabstwo Daviess (północny wschód)
- Hrabstwo Caldwell (wschód)
- Hrabstwo Clinton (południowy wschód)
- Hrabstwo Buchanan (południe)
- Hrabstwo Andrew (zachód)

## Miasta i miejscowości
- Cameron
- Clarksdale
- Maysville
- Osborn
- Stewartsville
- Union Star

## Wioski
- Amity
- Weatherby